# Rosé de Loire

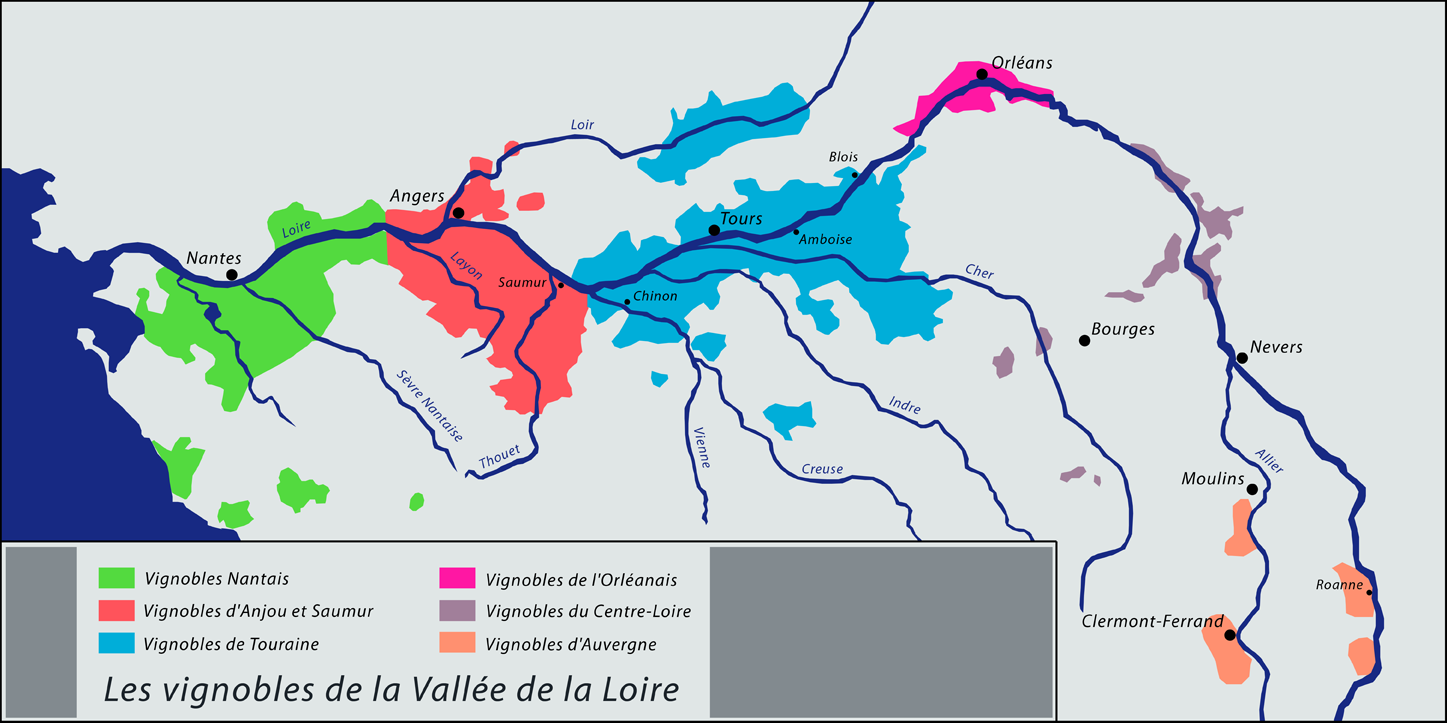
Die Weinbauregion Loire.

Rosé de Loire ist ein Roséwein der französischen Weinbauregion Loire. Der Wein genießt seit dem 4. September 1974 den Status einer Appellation d’Origine Contrôlée (kurz AOC) und wird in den Regionen Anjou, Saumur und Touraine angebaut. Auf einer Rebfläche von ca. 990 Hektar werden im Jahr ca. 62.000 hl Wein erzeugt.
Zur Herstellung des trockenen Roséwein sind die Rebsorten Cabernet Franc, Cabernet Sauvignon, Pineau d’Aunis, Pinot Noir, Gamay und Grolleau zugelassen. Der Anteil der Cabernet Sorten muss dabei 30 % übersteigen. Die Erntebeschränkung liegt als Basisbetrag bei 50 hl/ha. Jahrgangsabhängig kann dieser Wert um 20 % erhöht werden.
Die Vorschriften sehen einen Zuckeranteil des Mosts vor der Vergärung von mindestens 153 g/l vor. Der Restzuckergehalt nach der Vergärung liegt bei max. 3 g/l. Der Wein wird mit dem Saignée-Verfahren gewonnen.
Aufgrund der Rebsorten-Vielfalt kann der Wein sowohl leicht als auch gehaltvoll ausfallen.